# Luciano Ferreyra
Luciano Ferreyra (Presidencia Roque Sáenz Peña, Chaco, Argentina; 19 de febrero de 2002) es un futbolista argentino que juega como mediocampista ofensivo en Central Norte de Salta, de la Primera Nacional de Argentina.

## Trayectoria
Pupon Ferreyra alias cucaracha comenzó con el equipo local Club Olimpo SP, antes de mudarse a Santa Fe con Rosario Central en 2015. Después de cinco años progresando en sus categorías inferiores, Ferreyra pasó al fútbol del primer equipo en octubre de 2020. Hizo su debut el 2 de noviembre contra Godoy Cruz, jugando ochenta y seis minutos antes de ser sustituido por Joaquín Laso en la victoria por 2-1.
En agosto de 2023, se convirtió en jugador de Platense, a préstamo con opción de compra hasta diciembre de 2024 desde Rosario Central.

## Estadísticas

### Clubes
Actualizado hasta su último partido disputado el 22 de junio de 2025.
| Club                              | Div.          | Temporada     | Liga  | Liga  | Liga   | Copas nacionales | Copas nacionales | Copas nacionales | Torneos internacionales | Torneos internacionales | Torneos internacionales | Total | Total | Total  |
| Club                              | Div.          | Temporada     | Part. | Goles | Asist. | Part.            | Goles            | Asist.           | Part.                   | Goles                   | Asist.                  | Part. | Goles | Asist. |
| --------------------------------- | ------------- | ------------- | ----- | ----- | ------ | ---------------- | ---------------- | ---------------- | ----------------------- | ----------------------- | ----------------------- | ----- | ----- | ------ |
| C. A. Rosario Central Argentina   | 1.ª           | 2020          | —     | —     | —      | 10               | 0                | 1                | —                       | —                       | —                       | 10    | 0     | 1      |
| C. A. Rosario Central Argentina   | 1.ª           | 2021          | 21    | 1     | 1      | 8                | 0                | 2                | 10                      | 1                       | 2                       | 39    | 2     | 5      |
| C. A. Rosario Central Argentina   | 1.ª           | 2022          | 8     | 0     | 0      | 9                | 2                | 0                | —                       | —                       | —                       | 17    | 2     | 0      |
| C. A. Rosario Central Argentina   | 1.ª           | 2023          | 8     | 1     | 0      | 1                | 0                | 0                | —                       | —                       | —                       | 9     | 1     | 0      |
| C. A. Rosario Central Argentina   | Total club    | Total club    | 37    | 2     | 1      | 28               | 2                | 3                | 10                      | 1                       | 2                       | 75    | 5     | 6      |
| C. A. Platense Argentina          | 1.ª           | 2023          | —     | —     | —      | 15               | 1                | 1                | —                       | —                       | —                       | 15    | 1     | 1      |
| C. A. Platense Argentina          | 1.ª           | 2024          | 1     | 0     | 0      | 10               | 0                | 0                | —                       | —                       | —                       | 11    | 0     | 0      |
| C. A. Platense Argentina          | Total club    | Total club    | 1     | 0     | 0      | 25               | 1                | 1                | 0                       | 0                       | 0                       | 26    | 1     | 1      |
| Universidad de Concepción · Chile | 2.ª           | 2024          | 10    | 1     | 2      | —                | —                | —                | —                       | —                       | —                       | 10    | 1     | 2      |
| Universidad de Concepción · Chile | Total club    | Total club    | 10    | 1     | 2      | 0                | 0                | 0                | 0                       | 0                       | 0                       | 10    | 1     | 2      |
| C. A. Central Norte (S) Argentina | 2.ª           | 2025          | 19    | 6     | 3      | —                | —                | —                | —                       | —                       | —                       | 19    | 6     | 3      |
| C. A. Central Norte (S) Argentina | Total club    | Total club    | 19    | 6     | 3      | 0                | 0                | 0                | 0                       | 0                       | 0                       | 19    | 6     | 3      |
| Total carrera                     | Total carrera | Total carrera | 67    | 9     | 6      | 53               | 3                | 4                | 10                      | 1                       | 2                       | 130   | 13    | 12     |
| 1. 2.                             |               |               |       |       |        |                  |                  |                  |                         |                         |                         |       |       |        |